# 徐恭义
徐恭义（1963年3月—），山东青岛人。1984年本科毕业于西南交通大学铁道桥梁专业，2005年获得西南交通大学桥梁与隧道工程专业博士学位。1984年开始在中铁大桥勘测设计院从事特大桥梁工程设计，历任桥梁设计计算软件主编、桥梁设计项目负责人、设计室副主任、设计室主任、设计院副总工程师。中国著名铁路桥梁设计师、现代悬索桥技术领军人、国际著名桥梁专家。2006年被评全国工程设计大师。2010年被认英国特许工程师CEng。2011年被授英国土木工程师学会会士Fellow。2018年获英国土木工程师学会杰出成就奖和美国约翰.A.罗布林终身成就奖。

## 著作
主编出版《大跨度铁路悬索桥设计》《悬索桥设计》《板式加劲梁悬索桥》《澳门西湾大桥设计与施工》《桥梁设计常用数据手册》斜拉桥篇以及美国英文新版《国际桥梁工程手册》《悬索桥检测评估养护维修案例研究》，德国Springer英文版《大跨度铁路悬索桥设计 Design of Long Span Railway Suspension Bridges 》等学术著作。

## 桥梁设计
设计代表作品有汕头海湾大桥、西陵长江大桥、澳门西湾大桥、柳州红光大桥、大连30万吨矿石码头专用桥、大连金州海岸斜拉桥、济宁太白楼东路跨铁路斜拉桥、菏泽跨铁路斜拉桥、泰州长江大桥、鄱阳湖铁路特大桥、滨州黄河大桥、神农架燕天飞渡桥、白鹤滩水电站金沙江大桥、东莞东江大桥和杨泗港长江大桥、青山长江大桥、镇江五峰山长江大桥、双柳长江大桥等60余项桥梁工程。其中，作为总设计师主持完成的国内最大跨度公路悬索桥杨泗港长江大桥和国内最大跨度铁路悬索桥镇江五峰山长江大桥，被誉为世界超级悬索桥的工程。中国中央电视台以《超级悬索桥》上下集、《挑战悬索桥上的难题-徐恭义》人物故事、《挑战非凡工程.徐恭义》人物故事等播出。
负责汕头海湾大桥设计，是中国第一座现代悬索桥。在混凝土加劲梁悬索桥国际上没有工程先例的背景下，完成悬索桥核心结构预应力混凝土薄壁箱梁的详细计算分析、结构细节设计、施工成桥每个环节的关键技术研究，攻克全混凝土梁悬索桥所特有的预应力效应、收缩徐变、强风强震环境条件下受力安全和耐久使用等技术难题。开创和建立的大跨度混凝土加劲梁悬索桥设计方法被美国《国际桥梁工程手册》和《悬索桥检测评估维修经典案例研究》专业书籍收录，以第二设计完成人获国家科技进步奖。
负责泰州长江大桥设计，是世界第一座多塔悬索桥。为克服中央主塔复杂受力及主缆滑移等相关技术难题，对悬索桥不同结构部位进行精细化计算分析和主鞍座钢丝防滑试验研究，设计提出全钢结构“人”字型新型主塔结构，保证多塔悬索桥结构刚度和抗滑移安全需要，率先成功建成超大跨度多塔连跨公路悬索桥。取得多塔多跨悬索桥技术专利，获国际桥协杰出结构大奖。
主持杨泗港长江大桥设计，是世界最大跨度双层公路悬索桥。以悬索桥主跨1700米国际同类最大跨度、双层布置12条汽车道和多条城市非机动车道及人行道等城市桥梁多功能设计、首创全焊接钢桁梁悬索桥技术方法、实现悬索桥主缆超高强度钢丝完全国产和悬索桥主塔软土地基浅埋沉井创新设计等，创现代悬索桥技术5项世界第一。其中，在国际同领域率先实现悬索桥钢桁梁结构从传统铆接、栓接再到全焊接的技术跨越，开创的悬索桥全焊接钢桁梁技术方法与国际同类桥梁相比，仅钢梁用钢就节省10%，并使全桥仅用36天完成1700m钢桁梁架设和高精度全焊连接，工期大大缩短，全桥总造价节省40%。获美国乔治.理查德森国际奖和中国土木工程詹天佑奖。
创新预应力混凝土板梁悬索桥设计，是世界首座混凝土板梁悬索桥。针对西部山区艰难建桥环境和财政能力薄弱的问题，因地制宜创新预应力混凝土板梁悬索桥技术，在贵毕、关兴和水黄等多条山区公路的5座大桥连续推广，为贵州偏僻地区低成本快速解决交通难题做出贡献，运营20年几乎无维修。开创的预应力混凝土板梁悬索桥技术在国际上具有原创性和先进性，设计方法被美国《桥梁工程杂志》推荐。
主持设计澳门西湾大桥，是世界第一座全混凝土双层桥梁。提出全预应力混凝土箱梁斜拉桥新结构在11个联合体23个国际竞标方案中胜出。设计无横隔板箱型双主梁全新构造在全混凝土箱梁内外同时承担城市轨道、避台风应急交通和道路交通，解决全混凝土巨型箱梁结构受力安全、多元交通运营安全以及澳门城区施工场地受限等难题，为全天候跨海交通采用桥梁工程提供全新技术方法。获国家科技进步奖。
主持设计东莞东江大桥，是世界第一座刚性悬索加劲钢桁梁双层公路桥。上下两层桥面共布置14条汽车道，创世界同类第一。全钢三主桁双层桥面结构，功能实用，构造简洁，传力直接，用料节省，造价经济。获中国中铁科技进步特等奖和国家优质工程鲁班奖。
主持设计五峰山长江大桥，是中国第一座铁路悬索桥和世界首座高速铁路悬索桥。以悬索桥主跨1092米，上层高速公路8车道、下层高速铁路4线，公铁两用悬索桥的最重荷载负荷，列车过桥最高行驶速度275公里/小时，成为符合国际铁路联盟UIC标准定义的世界第一座高速铁路悬索桥。其铁路悬索桥设计指标，列车牵引重量是日本客运铁路的两倍，运行速度比日本濑户大桥快100公里/小时。悬索桥技术创造7项世界第一。填补世界高速铁路悬索桥、中国铁路悬索桥、中国公铁两用悬索桥三项技术空白。在悬索桥技术领域具有开创性。获中国中铁科技进步特等奖和茅以升科学技术特等奖。

## 获奖
2014年10月获全国首届杰出工程师奖。
2018年6月获美国约翰·罗布林终身成就奖。
2018年10月获英国土木工程师学会国际成就奖。
2019年8月获全国最美科技工作者称号。
2025年4月获全国劳动模范。